# Amanda Elmore
Pour les articles homonymes, voir Elmore.
Amanda Elmore, née le 13 mars 1991, est une rameuse américaine .

## Palmarès

### Championnats du monde
| Discipline       | Aiguebelette 2015 France |
| ---------------- | ------------------------ |
| Quatre de couple | Or                       |